# Lars Jonsson
Lars Jonsson (ur. 1952 w Sztokholmie) – szwedzki ornitolog, ilustrator, malarz zwierząt, w szczególności ptaków, absolwent Uniwersytetu w Uppsali.
Od najmłodszych lat interesował się zwierzętami oraz rysowaniem. W 1969 r. jego pierwsze prace malarskie zostały wystawione w Muzeum Historii Naturalnej w Sztokholmie. Od 1978 r. zaczął pisać książki, których łącznie wydał 10. W 2002 r. otrzymał doktorat na Uniwersytecie w Uppsali.
Obecnie mieszka na wyspie Gotlandii, gdzie prowadzi muzeum ze swoimi dziełami.

## Publikacje
- Birds of sea and the coast, 1978, ISBN 0-14-063003-1
- Birds of wood, park and garden 1978, ISBN 0-14-063002-3
- Birds of Lake, River, Marsh and Field 1978, ISBN 0-14-063009-0
- Birds of Mountain Regions 1979, ISBN 0-14-063013-9
- The Island: Bird Life on a Shoal of Sand 1979, ISBN 0-7099-1443-1
- Birds of the Mediterranean and Alps ISBN 0-7099-1413-X
- Birds of Europe: With North Africa and the Middle East, 1992 ISBN 83-7079-941-8 (w Polsce wydana pt. Ptaki Europy i Obszaru Śródziemnomorskiego przez wydawnictwo Muza, w tłumaczeniu Jerzego Desselbergera i Tadeusza Stawarczyka)
- Birds and Light: The Art of Lars Jonsson, 2002 ISBN 978-0-7136-6405-8
- Where Heaven and Earth Touch: The Art of the Birdpainter Lars Jonsson 2008 ISBN 978-3-865-68412-7
- Lars Jonsson's Birds 2008 ISBN 978-0-691-14151-0